# Cordova
Apache Cordova (ранее PhoneGap) — мобильная среда разработки приложений, первоначально разработанная Nitobi. Компания Adobe Systems приобрела Nitobi в 2011 году и провела ребрендинг PhoneGap, после чего выпустила версию с открытым исходным кодом программного обеспечения под названием Apache Cordova. Apache Cordova позволяет программистам создавать приложения для мобильных устройств с помощью CSS3, HTML5 и JavaScript, вместо того, чтобы использовать конкретные платформы API, такие как Android, IOS или Windows Phone. Это обеспечивается за счет преобразования из CSS, HTML и JavaScript в код, который любая платформа воспринимает как элемент web. Это расширяет возможности HTML и JavaScript для работы с различными устройствами. В результате приложения являются гибридными, это означает, что они не являются ни по-настоящему мобильными приложениями (потому что вся генерация макета осуществляются с помощью web-view вместо основной структуры пользовательского интерфейса платформы), ни web — потому как они не только web-приложение, но и упакованы в качестве мобильного приложения для распространения, а также имеет доступ к API базового функционала устройства, такого как файловая система, камера и пр.). ПО с открытым исходным кодом, Apache Cordova используется в других программах, таких как Appery.io или Intel XDK.

## История
Впервые разработанный на событии iPhoneDevCamp в Сан-Франциско, PhoneGap продолжил тем, что выиграл приз зрительских симпатий на конференции O’Reilly Media’s 2009 Web 2.0, и с тех пор фреймворк использовался для разработки многих приложений. Компания Apple подтвердила, что фреймворк оправдал себя, даже с учетом новых изменений 4.0 соглашения о лицензии разработчика. Фреймворк PhoneGap используется некоторыми платформами мобильных приложений, такими как Monaca, appMobi, Convertigo, ViziApps и Worklight в качестве основы для их мобильных клиентских движков разработки.
Adobe официально представили приобретение компании Nitobi Software (изначального разработчика) четвертого октября 2011 года. По стечению обстоятельств, код PhoneGap был доставлен в компанию Apache Software Foundation с целью создания нового проекта под названием Apache Cordova. Изначальное название проекта, Apache Callback, посчитали слишком общим.
Ранним версиям PhoneGap требовался компьютер от Apple, чтобы создавать приложения под iOS, и компьютер с Windows, чтобы создавать приложения под Windows. После сентября 2012 года, Сервис Adobe PhoneGap Build позволяет программистам подгружать исходный код CSS, HTML и Javascript в «облачный компилятор», который собирает приложения под каждую поддерживаемую платформу.